# Arch Johnson
Archibald Winchester Johnson (Minneapolis, 14 marzo 1922 – Snow Hill, 9 ottobre 1997) è stato un attore statunitense.
Ha recitato in 18 film dal 1953 al 1984 ed è apparso in 120 produzioni televisive dal 1956 al 1988. È stato accreditato anche con i nomi Arch. W. Johnson e Archie Johnson.

## Biografia
Arch Johnson nacque a Minneapolis, in Minnesota, il 14 marzo 1922. Cominciò la sua carriera di attore in teatro a Broadway (fu nel cast della rappresentazione di West Side Story, nel ruolo del bigotto detective Schrank della polizia di New York, e del successivo remake teatrale degli anni 80).
Nel 1953 debuttò sul grande schermo nel film Niagara, nel ruolo non accreditato di un tassista, e in televisione nell'episodio Follow the Leader della serie televisiva antologica The Big Story, andato in onda il 2 marzo 1956, nel ruolo di Dave Cooley. Dopo questi esordi, interpretò numerosi personaggi in episodi di serie televisive dagli anni cinquanta fino agli anni ottanta, tra i quali quello del capitano Gus Nonochek in tre episodi della serie The Asphalt Jungle nel 1961, di Jesse James nell'episodio La resa dei conti con Rance McGrew della serie Ai confini della realtà (1962), e del comandante Wivenhoe in 23 episodi della serie Camp Runamuck, dal 1965 al 1966.
La sua ultima apparizione sul piccolo schermo avvenne nell'episodio The Sonny Also Rises della serie televisiva Tattingers, andato in onda il 2 novembre 1988, che lo vide nel ruolo di Alan Jurasky (personaggio che aveva già interpretato nell'episodio pilota della serie), mentre per il grande schermo l'ultima interpretazione risale al film La maschera della morte (1984), in cui interpretò il dottor Robert Riordan. Morì a Snow Hill, nel Maryland, il 9 ottobre 1997.

## Filmografia

### Cinema
- Niagara, regia di Henry Hathaway (1953)
- Garden of Eden, regia di Max Nosseck (1954)
- Lassù qualcuno mi ama (Somebody Up There Likes Me), regia di Robert Wise (1956)
- L'arma della gloria (Gun Glory), regia di Roy Rowland (1957)
- Cafè Europa (G.I. Blues), regia di Norman Taurog (1960)
- The Explosive Generation, regia di Buzz Kulik (1961)
- Anche i gangster muoiono (The Lawbreakers), regia di Joseph M. Newman (1961)
- La notte del delitto (Twilight of Honor), regia di Boris Sagal (1963)
- Il silenzio si paga con la vita (The Liberation of L.B. Jones), regia di William Wyler (1970)
- Non stuzzicate i cowboys che dormono (The Cheyenne Social Club), regia di Gene Kelly (1970)
- Due ragazzi e un leone (Napoleon and Samantha), regia di Bernard McEveety (1972)
- Un duro per la legge (Walking Tall), regia di Phil Karlson (1973)
- Camper John, regia di Sean MacGregor (1973)
- La stangata (The Sting), regia di George Roy Hill (1973)
- Rafferty and the Gold Dust Twins, regia di Dick Richards (1975)
- Hindenburg, regia di Robert Wise (1975)
- The Buddy Holly Story, regia di Steve Rash (1978)
- Soldi facili (Easy Money), regia di James Signorelli (1983)
- La maschera della morte (Death Mask), regia di Richard Friedman (1984)

### Televisione
- Studio One – serie TV, un episodio (1956)
- The United States Steel Hour – serie TV, 2 episodi (1956)
- The Big Story – serie TV, 2 episodi (1956-1957)
- Robert Montgomery Presents – serie TV, un episodio (1957)
- Una donna poliziotto (Decoy) – serie TV, episodi 1x01-1x19 (1957-1959)
- Johnny Ringo – serie TV, un episodio (1959)
- Lo sceriffo indiano (Law of the Plainsman) – serie TV, episodio 1x23 (1960)
- Sugarfoot – serie TV, un episodio (1960)
- Bat Masterson – serie TV, un episodio (1960)
- Bronco – serie TV, 2 episodi (1960)
- Hong Kong – serie TV, episodio 1x04 (1960)
- Alfred Hitchcock presenta (Alfred Hitchcock Presents) – serie TV, 3 episodi (1960)
- Maverick – serie TV, 3 episodi (1959-1960)
- Shotgun Slade – serie TV, un episodio (1961)
- Hot Off the Wire – serie TV, un episodio (1961)
- I racconti del West (Zane Grey Theater) – serie TV, un episodio (1961)
- The Roaring 20's – serie TV, un episodio (1961)
- The Asphalt Jungle – serie TV, 3 episodi (1961)
- Hennesey – serie TV, un episodio (1961)
- Avventure in paradiso (Adventures in Paradise) – serie TV, episodio 3x05 (1961)
- Lotta senza quartiere (Cain's Hundred) – serie TV, un episodio (1961)
- Bus Stop – serie TV, episodio 1x13 (1961)
- 87ª squadra (87th Precinct) – serie TV, un episodio (1962)
- Carovane verso il west (Wagon Train) – serie TV, un episodio (1962)
- Ai confini della realtà (The Twilight Zone) – serie TV, 3 episodi (1961-1962)
- Lawman – serie TV, 3 episodi (1960-1962)
- Il dottor Kildare (Dr. Kildare) – serie TV, un episodio (1962)
- Surfside 6 – serie TV, episodio 2x28 (1962)
- Tales of Wells Fargo – serie TV, un episodio (1962)
- Cheyenne – serie TV, un episodio (1962)
- Hawaiian Eye – serie TV, 3 episodi (1961-1962)
- Indirizzo permanente (77 Sunset Strip) – serie TV, 2 episodi (1960-1962)
- Sam Benedict – serie TV, un episodio (1962)
- Dakota (The Dakotas) – serie TV, un episodio (1963)
- G.E. True – serie TV, episodio 1x17 (1963)
- Laramie – serie TV, un episodio (1963)
- Alcoa Premiere – serie TV, 2 episodi (1962-1963)
- Going My Way – serie TV, episodio 1x20 (1963)
- Empire – serie TV, un episodio (1963)
- La parola alla difesa (The Defenders) – serie TV, un episodio (1963)
- Redigo – serie TV, un episodio (1963)
- The Lieutenant – serie TV, episodio 1x18 (1964)
- The Travels of Jaimie McPheeters – serie TV, episodio 1x20 (1964)
- Gli uomini della prateria (Rawhide) – serie TV, 5 episodi (1961-1964)
- Grindl – serie TV, un episodio (1964)
- The Nurses – serie TV, episodio 2x32 (1964)
- The Crisis (Kraft Suspense Theatre) – serie TV, 2 episodi (1963-1964)
- I mostri (The Munsters) – serie TV, un episodio (1964)
- Slattery's People – serie TV, episodio 1x09 (1964)
- Mr. Novak – serie TV, episodi 1x07-2x08 (1963-1964)
- The Farmer's Daughter – serie TV, 2 episodi (1963-1965)
- The Donna Reed Show – serie TV, un episodio (1965)
- Laredo – serie TV, un episodio (1966)
- Perry Mason – serie TV, 5 episodi (1960-1966)
- Camp Runamuck – serie TV, 23 episodi (1965-1966)
- Il fuggiasco (The Fugitive) – serie TV, 3 episodi (1963-1966)
- Per favore non mangiate le margherite (Please Don't Eat the Daisies) – serie TV, un episodio (1966)
- I Monkees (The Monkees) – serie TV, un episodio (1966)
- I forti di Forte Coraggio (F Troop) – serie TV, un episodio (1967)
- I guerriglieri dell'Amazzonia (Sullivan's Empire) – film TV (1967)
- Cimarron Strip – serie TV, episodio 1x03 (1967)
- Bonanza – serie TV, 3 episodi (1962-1967)
- Ironside – serie TV, un episodio (1967)
- The Danny Thomas Hour – serie TV, episodio 1x15 (1968)
- Gli invasori (The Invaders) – serie TV, un episodio (1968)
- Death Valley Days – serie TV, 2 episodi (1968)
- Giulia (Julia) – serie TV, un episodio (1968)
- Al banco della difesa (Judd for the Defense) – serie TV, un episodio (1968)
- La grande vallata (The Big Valley) – serie TV, 2 episodi (1967-1969)
- Mannix – serie TV, un episodio (1969)
- Daniel Boone – serie TV, 4 episodi (1964-1969)
- The Outsider – serie TV, episodio 1x26 (1969)
- Ciao Debby! (The Debbie Reynolds Show) – serie TV, un episodio (1969)
- La terra dei giganti (Land of the Giants) – serie TV, un episodio (1969)
- Reporter alla ribalta (The Name of the Game) – serie TV, 2 episodi (1968-1970)
- Gunsmoke – serie TV, 4 episodi (1962-1970)
- Dan August – serie TV, un episodio (1970)
- I nuovi medici (The Bold Ones: The New Doctors) – serie TV, un episodio (1970)
- Giovani avvocati (The Young Lawyers) – serie TV, episodio 1x13 (1970)
- Matt Lincoln – serie TV, un episodio (1970)
- Il virginiano (The Virginian) – serie TV, 3 episodi (1963-1971)
- Vita da strega (Bewitched) – serie TV, 5 episodi (1968-1971)
- Longstreet – serie TV, un episodio (1972)
- La strana coppia (The Odd Couple) – serie TV, un episodio (1972)
- Cannon – serie TV, un episodio (1972)
- A tutte le auto della polizia (The Rookies) – serie TV, un episodio (1972)
- Detective anni '30 (Banyon) – serie TV, un episodio (1972)
- Banacek – serie TV, un episodio (1973)
- Love, American Style – serie TV, 2 episodi (1970-1973)
- Double Indemnity – film TV (1973)
- Shaft – serie TV, un episodio (1974)
- Nightmare – film TV (1974)
- Arriva l'elicottero (Chopper One) – serie TV, un episodio (1974)
- Kung Fu – serie TV, un episodio (1974)
- F.B.I. (The F.B.I.) – serie TV, 4 episodi (1968-1974)
- The Girl with Something Extra – serie TV, un episodio (1974)
- The Underground Man – film TV (1974)
- Le strade di San Francisco (The Streets of San Francisco) – serie TV, 2 episodi (1973-1975)
- L'uomo invisibile (The Invisible Man) – serie TV, un episodio (1975)
- Bronk – serie TV, un episodio (1975)
- Barnaby Jones – serie TV, 2 episodi (1973-1975)
- Medical Center – serie TV, un episodio (1975)
- Babe – film TV (1975)
- Marcus Welby (Marcus Welby, M.D.) – serie TV, 2 episodi (1970-1975)
- La casa nella prateria (Little House on the Prairie) – serie TV, un episodio (1976)
- Ellery Queen – serie TV, 3 episodi (1975-1976)
- La donna bionica (The Bionic Woman) – serie TV, 2 episodi (1976)
- Charlie's Angels – serie TV, episodio 1x18 (1977)
- Nel tunnel dei misteri con Nancy Drew e gli Hardy Boys (The Hardy Boys/Nancy Drew Mysteries) – serie TV, un episodio (1977)
- Wonder Woman – serie TV, 2 episodi (1977)
- Operazione sottoveste (Operation Petticoat) – serie TV, un episodio (1977)
- Switch – serie TV, un episodio (1978)
- Happily Ever After – film TV (1978)
- Il giorno in cui le allodole voleranno (Better Late Than Never) – film TV (1979)
- Il giovane Maverick (Young Maverick) – serie TV, un episodio (1979)
- Agenzia Rockford (The Rockford Files) – serie TV, un episodio (1979)
- The Stockard Channing Show – serie TV, un episodio (1980)
- Ai confini della notte (The Edge of Night) - serie TV, 9 episodi (1983)
- Così gira il mondo (As the World Turns) – serie TV, un episodio (1984)
- Tattingers – serie TV, 2 episodi (1988)
- Murder in Black and White – film TV (1990)

## Doppiatori italiani
Nelle versioni in italiano delle opere in cui ha recitato, Arch Johnson è stato doppiato da:
- Nino Bonanni ne L'arma della gloria
- Romano Ghini in Due ragazzi e un leone
- Elio Zamuto in Ellery Queen
- Sergio Fiorentini in Charlie's Angels